# Bennsville
Bennsville és una concentració de població designada pel cens dels Estats Units a l'estat de Maryland. Segons el cens del 2000 tenia 7.325 habitants.

## Demografia
Segons el cens del 2000, Bennsville tenia 7.325 habitants, 2.429 habitatges, i 2.071 famílies. La densitat de població era de 166,7 habitants per km².
Dels 2.429 habitatges en un 43,4% hi vivien nens de menys de 18 anys, en un 74,9% hi vivien parelles casades, en un 7,5% dones solteres, i en un 14,7% no eren unitats familiars. En el 10,5% dels habitatges hi vivien persones soles el 2,1% de les quals corresponia a persones de 65 anys o més que vivien soles. El nombre mitjà de persones vivint en cada habitatge era de 3,01 i el nombre mitjà de persones que vivien en cada família era de 3,25.
Per edats la població es repartia de la següent manera: un 28,1% tenia menys de 18 anys, un 6,8% entre 18 i 24, un 32,5% entre 25 i 44, un 27,4% de 45 a 60 i un 5,3% 65 anys o més.
L'edat mediana era de 36 anys. Per cada 100 dones de 18 o més anys hi havia 97,3 homes.
La renda mediana per habitatge era de 83.388 $ i la renda mediana per família de 85.988 $. Els homes tenien una renda mediana de 51.770 $ mentre que les dones 39.797 $. La renda per capita de la població era de 29.677 $. Entorn del 0,4% de les famílies i l'1,5% de la població estaven per davall del llindar de pobresa.